# Yu-Gi-Oh! Duel Monsters
Yu-Gi-Oh! Duel Monsters este un serial televiziune japonez de anime